# Lili Damita
Liliane Marie Madeleine Carré (Blaye, França, 10 de juliol de 1904 - Palm Beach, els Estats Units, 21 de març de 1994) coneguda com Lili Damita, va ser una actriu franco-estatunidenca.

## Primers anys
Va ser educada en convents i escoles de ballet a la seva França natal, així com a Espanya i Portugal. Als 14 anys es va inscriure com a ballarina a l'Òpera de París.
Quan era adolescent, actuà en sales de música populars, i finalment aparegué a la Revue del Casino de París, succeint-hi Mistinguett. També va treballar com a model fotogràfica. Li van oferir un paper al cinema per participar en la pel·lícula de René Carrère Prix de beauté (1921) i així va començar la seva carrera. Coneguda amb pseudònims diversos, va adoptar definitivament el de Lili Damita a partir de 1923.

## Carrera cinematogràfica
Va aparèixer en diverses pel·lícules mudes, com La belle au bois dormant (1921), L'empereur des pauvres (1921), Maman Pierre (1922) o La Voyante, al costat de Sarah Bernhardt (1924), abans de fer el seu primer paper protagonista a Das Spielzeug von Paris (1925), del director hongarès Michael Curtiz. Va tenir un èxit instantani, i Curtiz la va dirigir encara en dues pel·lícules més: Fiaker Nr. 13 (1926) i Der goldene Schmetterling (1926). Damita va continuar treballant tot seguit en produccions alemanyes dirigides per Robert Wiene –Die große Abenteuerin (1928) i Man spielt nicht mit der Liebe (1926)– i també del director austríac Georg Wilhelm Pabst, Geheimnisse einer Seele (1926), i del britànic Graham Cutts: Die letzte Nacht (1927). Assolí ja aleshores una gran popularitat i respecte i era considerada una de les grans estrelles europees del cinema.
Just en les albors del cinema sonor, al 1928, Damita va ser convidada als Estats Units per Samuel Goldwyn; va fer el debut al cinema nord-americà amb The Rescue (1929), una pel·lícula d'aventures romàntiques basada en la novel·la del mateix nom de Joseph Conrad. Entre les pel·lícules en què va participar figuren èxits de taquilla com The Cock-Eyed World, amb Raoul Walsh com a director (1929),The Bridge of Sant Lluís Rey (1929), Fighting Caravans (1931), al costat de Gary Cooper, i This Is the Night (1932).
De retorn a Europa, va fer els seus últims rodatges en la dècada dels anys 1930, en pel·lícules dirigides per Ernst Lubitsch, George Cukor, Frank Tuttle, Max Ophüls...

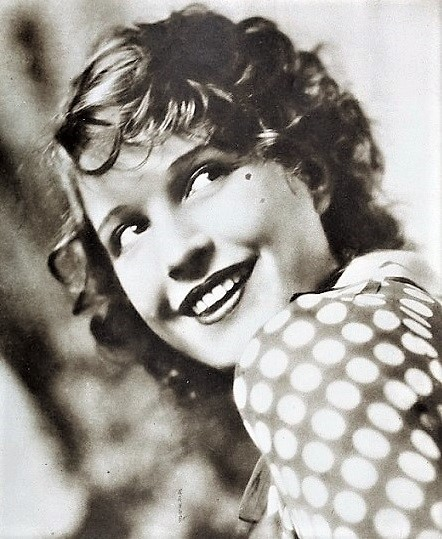

## Premis
Algunes de les pel·lícules en què va participar van estar nominades a un premi Oscar, com One Hour with You (1932) o bé van guanyar-ne un, com The Bridge of San Luis Rey.

## Vida personal
La carrera de Damita es va veure eclipsada pel renou o la transcendència dels seus matrimonis: un amb el director Michael Curtiz, al 1925 –posat més tard en dubte–, una relació amb el príncep Lluís Ferran de Prússia, net del kàiser Guillem II, i un casament al 1935 –motiu pel qual es va retirar del cinema–, amb Errol Flynn, aleshores molt menys conegut que ella. Va tenir un fill, l'actor i fotògraf freelance Sean Flynn, desaparegut tràgicament a la guerra del Vietnam, el qual també ha tingut un fill actor.